# William Chervy
William Chervy, né le 3 juin 1937 à Saint-Priest-la-Plaine et mort le 12 février 2021 à Guéret, est une personnalité politique française, membre du Parti socialiste.

## Biographie
Ancien conseiller général de la Creuse (Canton de Saint-Vaury) et ancien sénateur socialiste de la Creuse. Docteur en médecine, il a exercé longtemps en tant que médecin généraliste à Saint-Vaury.

## Mandats

### Parlementaire
- 1981-1998 : Sénateur de la Creuse.

### Mandats locaux
- 1970 - 2008 : conseiller général de la Creuse (Canton de Saint-Vaury).
- Maire de Saint-Vaury (1971-2001).